# Happier Than Ever (chanson)
Pour l’article homonyme, voir Happier Than Ever.
Singles de Billie Eilish
NDA (en)
(2021)
Happier Than Ever est une chanson de l'auteure-compositrice-interprète américaine Billie Eilish. Elle est sortie le 30 juillet 2021 en tant que sixième single issu de l'album du même titre.

## Historique

### Écriture et enregistrement
Une séquence du documentaire Billie Eilish: The World's a Little Blurry montre Billie Eilish et son frère Finneas en train d'interpréter la chanson dans une chambre d'hôtel en 2019, alors qu'ils assurent la tournée When We All Fall Asleep Tour et que le deuxième album de la chanteuse n'est pas encore en préparation. Dans une interview accordée au rappeur britannique Stormzy pour le magazine i-D, Billie Eilish explique qu'elle et Finneas ont commencé à travailler sur cette chanson durant l'été 2019 avant de la finir l'été suivant. Elle porte alors le titre Away from You. C'est la chanson de son deuxième album studio qui a été écrite en premier. Comme l'ensemble de l'album, elle a été enregistrée dans le home studio aménagé par Finneas dans le sous-sol de sa maison.

### Sortie et promotion
Le single et son clip sortent le 30 juillet 2021, en même temps que le deuxième album studio de Billie Eilish, reprenant la même stratégie qui avait été utilisée en 2019 pour Bad Guy dont le clip était sorti le même jour que l'album When We All Fall Asleep, Where Do We Go?.
Billie Eilish interprète Happier Than Ever pour le late-night show de Jimmy Fallon, The Tonight Show, dans l'émission diffusée le 10 août 2021. La chanteuse est accompagnée de Finneas à la guitare ainsi que d'un batteur pour cette prestation enregistrée en studio.
La chanson est envoyée aux radios françaises le 26 août 2021 puis aux radios italiennes le 10 septembre 2021.

## Classements hebdomadaires
| Classement (2021)                      | Meilleure position |
| -------------------------------------- | ------------------ |
| Allemagne (GfK Entertainment)          | 23                 |
| Australie (ARIA)                       | 3                  |
| Autriche (Ö3 Austria Top 40)           | 12                 |
| Belgique (Flandre Ultratop 50 Singles) | 28                 |
| Canada (Hot 100)                       | 6                  |
| Canada (Digital Songs)                 | 19                 |
| Danemark (Tracklisten)                 | 11                 |
| Espagne (PROMUSICAE)                   | 60                 |
| États-Unis (Hot 100)                   | 11                 |
| États-Unis (Alternative Songs)         | 1                  |
| États-Unis (Digital Songs)             | 24                 |
| États-Unis (Hot Rock Songs)            | 1                  |
| États-Unis (Pop Airplay)               | 32                 |
| États-Unis (Streaming Songs)           | 3                  |
| Finlande (Suomen virallinen lista)     | 11                 |
| France (SNEP)                          | 64                 |
| Global 200                             | 6                  |
| Global Excl. U.S.                      | 8                  |
| Grèce (IFPI Greece)                    | 21                 |
| Hongrie (Single Top 40)                | 15                 |
| Hongrie (Stream Top 40)                | 11                 |
| Irlande (Irish Singles Chart)          | 3                  |
| Islande (Plötutíðindi)                 | 15                 |
| Italie (FIMI)                          | 53                 |
| Lettonie (LAIPA)                       | 20                 |
| Lituanie (AGATA)                       | 8                  |
| Norvège (VG-lista)                     | 5                  |
| Nouvelle-Zélande (RMNZ)                | 4                  |
| Pays-Bas (Tipparade)                   | 12                 |
| Pays-Bas (Single Top 100)              | 15                 |
| Royaume-Uni (UK Singles Chart)         | 4                  |
| Singapour (RIAS (en))                  | 9                  |
| Slovaquie (IFPI Singles Digitál)       | 10                 |
| Suède (Sverigetopplistan)              | 13                 |
| Suisse (Schweizer Hitparade)           | 13                 |
| Tchéquie (IFPI Singles Digitál)        | 12                 |